# Будберг, Готгард Фёдорович
Барон Готгард Фёдорович Будберг (нем. Gotthard Alexander Theodor von Budberg; 1825—1899) — генерал-лейтенант Русской императорской армии.

## Биография
Родился в Риге 10 (22) февраля 1825 года в семье отставного полковника Фёдора Васильевича Будберга. Лютеранин.
22 сентября 1845 года произведён из портупей-юнкеров лейб-гвардии Конно-Пионерного эскадрона в прапорщики в тот же эскадрон. Участвовал в Крымской войне. С 3 апреля 1860 года полковник лейб-гвардии Конно-пионерного эскадрона, состоял в прикомандировании к Штабу Е.И.В. генерал-инспектора по инженерной части, затем назначен состоять для особых поручений при Лифляндском, Курляндском и Эстляндском генерал-губернаторе с зачислением по армейской кавалерии, принял участие в подавлении восстания в Польше в 1863—1864 годах.
24 ноября 1866 года назначен состоять для особых поручений при командующем войсками Виленского военного округа и оставался на этой должности в течение 12 лет, будучи 16 апреля 1867 года произведён в генерал-майоры. 30 августа 1879 года произведён в генерал-лейтенанты с зачислением в запасные войска и 22 ноября одновременно назначен в распоряжение командующего войсками Виленского военного округа, а в 1882 году вышел в отставку.

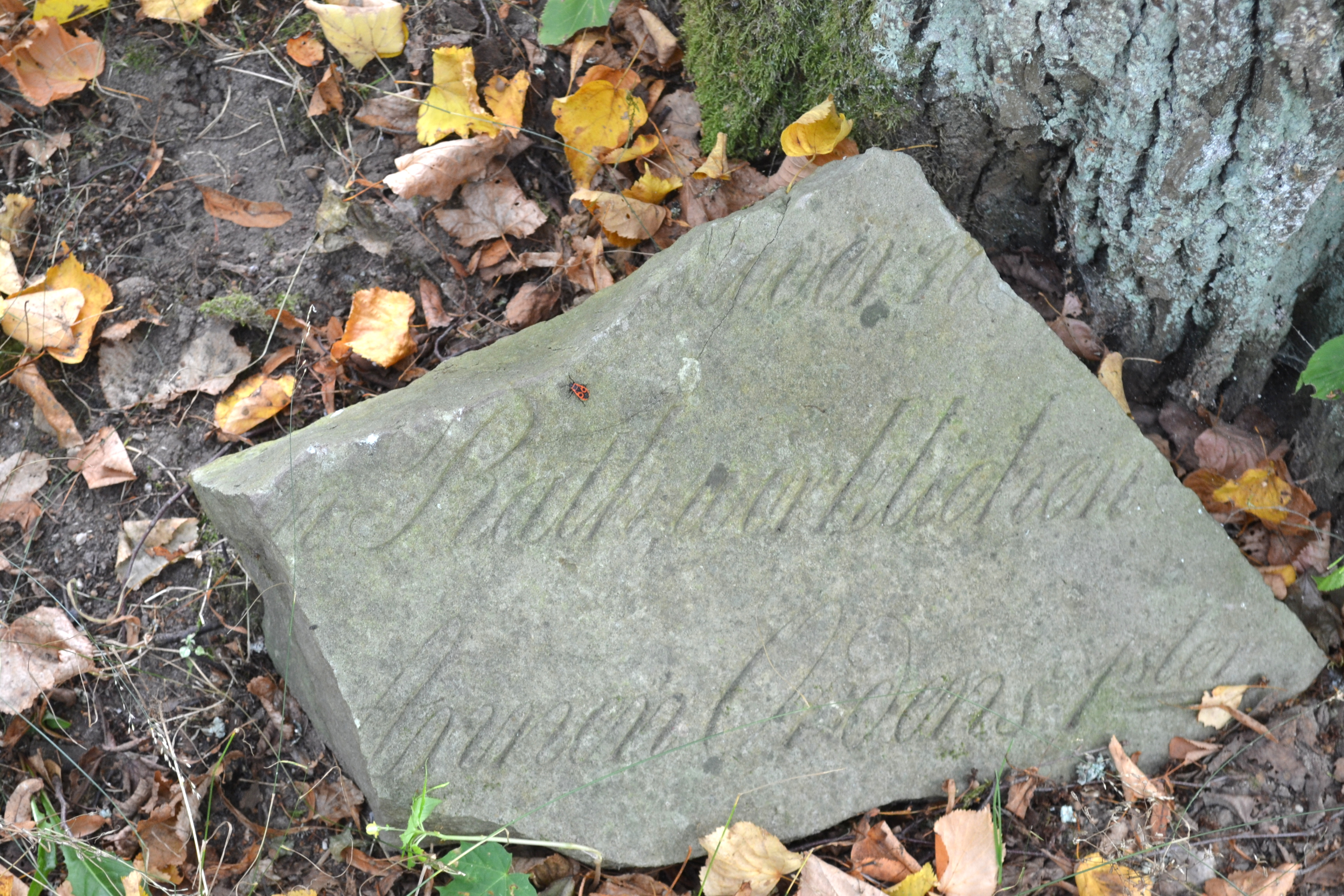
Фрагмент надгробия

Умер в Риге 6 (18) марта 1899 года. Похоронен у родовой усыпальницы Будбергов в Виддрише. От надгробия в наше время сохранился только небольшой осколок.

## Награды
- Орден Св. Анны 3-й ст. с бантом (1853)
- Орден Св. Владимира 4-й ст. с бантом (1854)
- Орден Св. Станислава 2-й ст. (1856)
- Орден Св. Анны 2-й ст. с императорской короной и мечами (1863)
- Орден Св. Владимира 3-й ст. (1866)
- Орден Св. Станислава 1-й ст. (1869)
- Орден Св. Анны 1-й ст. (1871)
- Орден Св. Владимира 2-й ст. (1875)
- Медаль «В память войны 1853—1856»
- Медаль «За усмирение польского мятежа»